# Marcelo Trobbiani
Marcelo Antonio Trobbiani Ughetto (Casilda, Provincia de Santa Fe, 17 de febrero de 1955) es un exfutbolista y exdirector técnico argentino nacionalizado español que se desempeñaba en la posición de volante ofensivo. Es recordado como un talentoso 10 ofensivo con mucha técnica y creatividad, con la selección Argentina fue suplente de su excompañero en Boca Juniors y difunta leyenda del Fútbol Argentino, Diego Armando Maradona y campeón del mundo del Mundial de México 1986. Actualmente es el coordinador de las divisiones menores del Barcelona Sporting Club. Su hijo es el entrenador Pablo Trobbiani.
Surgido de las divisiones inferiores de Boca Juniors, empezó su carrera como profesional en el año 1973; emigró del club «xeneize» en el año 1976, luego de ganar el Campeonato Metropolitano ese mismo año. Continuó su carrera en España, en los clubes Elche y Real Zaragoza. 
Volvería al país y al equipo que lo vio nacer, Boca Juniors, en el año 1981, integrando las filas de un equipo que fue campeón del Campeonato Metropolitano de ese año. Dirigido por Silvio Marzolini, aquel campeón quedó en la retina de los hinchas «xeneizes» por siempre al estar conformado por grandes figuras, entre ellas, Diego Armando Maradona.
Pasó a Estudiantes al año siguiente. Con el «Pincha» consiguió dos torneos locales, en 1982 y 1983. Se mantuvo en el club platense hasta el año 1985, siendo transferido al Millonarios Fútbol Club de Colombia, en donde estuvo una temporada.
Mientras formaba parte del club colombiano, fue campeón de la Copa Mundial de Fútbol de 1986, en México.
Retomó a Estudiantes de La Plata en 1986 para volver a emigrar al extranjero en el año 1988, al Cobreloa, en donde fue campeón de la Primera División de Chile.
Continuó su carrera en el Barcelona Sporting Club de Ecuador en donde fue subcampeón de la Copa Libertadores 1990.
Finalmente se retiró en Club Social y Cultural Deportivo Laferrere.

## Trayectoria

### Como jugador

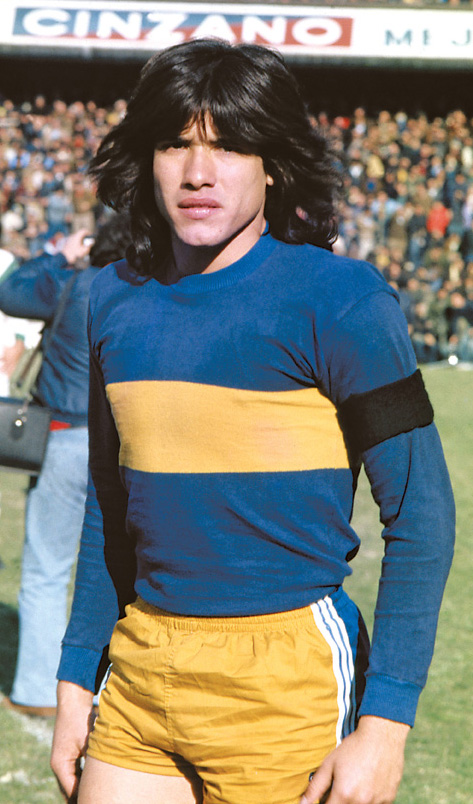
Trobbiani con la camiseta de Boca en una foto de El Gráfico.

Hizo las inferiores en Belgrano de Arequito y Aprendices Casildenses. Jugaba de mediocampista central, y de ahí se fue a Boca Juniors, donde inició su carrera, debutando en el primer equipo en 1973. Debutó en la selección argentina en 1973, en el partido que contra Bolivia se disputaba para las eliminatorias del Mundial 1974. Sin embargo, no estuvo en el equipo que jugó el año siguiente en Alemania.
Durante el año 1975, participó del Campeonato Mundial Juvenil, desarrollado en la ciudad de Toulon, Francia, con la selección argentina, jugando de volante derecho. Ese equipo se coronó campeón, ganándole el 25 de mayo de 1975, a la Selección de Francia por 1 a 0, con gol de Jorge Valdano. Integraron ese plantel Daniel A. Passarella, Alberto C. Tarantini, Américo R. Gallego y Jose D Valencia, quienes luego ganaron la Copa del Mundo en Argentina 1978.
Cuando Juan Carlos Lorenzo tomo las riendas de Boca Juniors en 1976, Trobbiani fue vendido al Elche de España junto a Enzo Ferrero, ya que el técnico no los tenía en cuenta. Su carrera en el fútbol español fue destacada pero no brillante. Volvió a Boca en 1981. En 1982, fue transferido a Estudiantes de la Plata. Ese equipo, dirigido por Carlos Salvador Bilardo ganó el campeonato de 1982 y con Eduardo Luján Manera el campeonato 1983, y contaba con varios jugadores de renombre, como Miguel Ángel Russo, Alejandro Sabella y Julian Camino. En 1985 pasa a Millonarios de Colombia y juega allí durante un año, además de jugar la Copa Libertadores de 1985, sirviendo de pase-gol a Juan Gilberto Funes.
Durante el primer semestre de 1986 fue transferido al Elche, otra vez, equipo que paga 10 millones de pesetas por su pase; en 1987 volvió a Estudiantes de la Plata, desde donde siguió al Cobreloa de Chile, donde fue campeón en 1988. Pasó luego por el Barcelona Sporting Club de Ecuador, en donde fue subcampeón de la Copa Libertadores 1990.
En 1994, se retiró en Club Social y Cultural Deportivo Laferrere.

### Como asistente técnico
Como asistente técnico tiene una gran trayectoria y muchos títulos, ha sido asistente de varios equipos sudamericanos, entre ellos en el año 1994-1995 como asistente técnico de Manera-Russo y salió campeón con Estudiantes de la Plata, en el año 97 como asistente Técnico de Manera en Deportivo Español, en el año 1998 fue asistente técnico de Mario Sanabria en Lanús. En Universitario de Perú en el 1999-2000 fue campeón nacional como asistente técnico de Roberto Challe. En el año 2005-2006 fue coordinador general del fútbol base del Hércules de Alicante Club de Fútbol (España). También se desempeñó como asistente de Miguel A. Russo en la dirección técnica de Boca Juniors saliendo campeón de la Copa Libertadores 2007.

### Como entrenador
En 1998, toma las riendas del equipo de Primera División de Chile Provincial Osorno, en el cual no tuvo una buena campaña que terminó con el descenso del equipo a Primera B.
Volvió a Universitario de Perú esta vez como técnico del equipo en el 2004. A la mitad del torneo, cuando el equipo estaba en el 2.º lugar del torneo, la administración del club se sintió insatisfecha que no estaban en 1.er lugar, y Trobbiani fue destituido y reemplazado por Luis Reyna. En diciembre del 2008, asume la banca de Cobreloa, equipo chileno de gran trayectoria Nacional e Internacional dejando el equipo en séptima posición. Desde abril del 2009 entrenó al Cienciano del Cuzco, Perú, dirección que dejó, después de haber sido eliminado de la Copa Nissan Sudamericana llegando hasta cuartos de final y dejando el equipo en séptima posición en campeonato de Perú. A pesar de ello en todo momento el presidente del Cienciano Juvenal Silva, le mostró su reconocimiento. La dirigencia del Cienciano volvió a contratarlo, tomando nuevamente las riendas del equipo incaico en el 2011 haciendo una gran temporada luchando todo el torneo disputando los primeros lugares y el campeonato con Alianza Lima. Después de un gran campeonato, por problemas con jugadores del plantel, fue despedido del equipo en cuarta posición a un punto de la Copa Libertadores, a falta de 10 fechas para que culmine el campeonato peruano dejó el cargo de técnico de Cienciano.
Luego de su aventura por Perú, le fue ofrecido el cargo de seleccionador juvenil sub-20 argentino con miras al Sudamericano a desarrollarse a comienzos del 2013 en Argentina, competición en la cual, el equipo local, quedó eliminado del torneo, con 4 puntos en igual cantidad de partidos, lo que le costó el cargo.
El 7 de marzo de 2014, se hace cargo de la Dirección Técnica de Cobreloa de la Primera División de Chile, equipo en el cual tendrá su segundo ciclo como entrenador con el que llegó con Cobreloa antepenúltimo y terminó jugando una final por un cupo en la Copa Sudamericana. Tras malos resultados, y una polémica en que casi se trenza a golpes con dirigentes del club, en agosto de 2014 es despedido de su cargo.
El 3 de octubre fue presentado como el nuevo entrenador del Club Deportivo River Ecuador para disputar el Campeonato Ecuatoriano de Fútbol 2015, donde tuvo un buen desempeño con el club ya que cuando llegó el equipo estaba anteúltimo y después de su gran labor haciendo que el equipo reaccione de tal manera que rozo clasificar a la copa sudamericana por un gol y terminando en 6° puesto, en el 2016, Trobbiani fue ratificado por la directiva para que siga dirigiendo en el Campeonato Ecuatoriano de Fútbol 2016. El 14 de marzo del mismo año, renuncia a ser el director técnico de River Ecuador tras una mal inicio del torneo llegó a un acuerdo amistoso

## Selección nacional
Fue parte de la selección nacional argentina que ganó el Mundial de México en 1986, aunque solamente jugó los últimos tres minutos de la final.

### Participaciones en la Copa del Mundo
| Mundial                        | Sede   | Resultado | Partidos | Goles |
| ------------------------------ | ------ | --------- | -------- | ----- |
| Copa Mundial de Fútbol de 1986 | México | Campeón   | 1        | 0     |

## Clubes

### Como jugador
| Equipo              | País      | Año           |
| ------------------- | --------- | ------------- |
| Boca Juniors        | Argentina | 1973-1976     |
| Elche CF            | España    | 1976-1980     |
| Real Zaragoza       | España    | 1980-1981     |
| Boca Juniors        | Argentina | 1981          |
| Estudiantes LP      | Argentina | 1982-1984     |
| Millonarios         | Colombia  | 1984-1986     |
| Elche CF            | España    | 1986          |
| Estudiantes LP      | Argentina | 1987-1988     |
| Cobreloa            | Chile     | 1988-1989     |
| Barcelona           | Ecuador   | 1990-1991     |
| Talleres de Córdoba | Argentina | Apertura 1991 |
| Deportivo Laferrere | Argentina | 1992/94       |

### Como asistente
| Club                    | País      | Año       | Asistente de       |
| ----------------------- | --------- | --------- | ------------------ |
| Estudiantes de La Plata | Argentina | 1994-1995 | Miguel Ángel Russo |
| Lanús                   | Argentina | 1999      | Mario Zanabria     |
| Boca Juniors            | Argentina | 2007      | Miguel Ángel Russo |

### Otros cargos
| Club                    | País    | Año           | Rol                            |
| ----------------------- | ------- | ------------- | ------------------------------ |
| Hércules de Alicante    | España  | 2005-2006     | Coordinador divisiones menores |
| Barcelona Sporting Club | Ecuador | 2018-presente | Coordinador divisiones menores |

### Como entrenador
| Equipo                  | País      | Año       |
| ----------------------- | --------- | --------- |
| Deportivo Laferrere     | Argentina | 1993      |
| Provincial Osorno       | Chile     | 1998      |
| Oruro Royal             | Bolivia   | 1998      |
| Trujillanos             | Venezuela | 2000-2001 |
| Club Deportivo Olimpia  | Honduras  | 2004      |
| Universitario           | Perú      | 2004      |
| Bella Vista             | Uruguay   | 2008-2009 |
| Cienciano               | Perú      | 2009      |
| Cobreloa                | Chile     | 2009      |
| Bangu                   | Brasil    | 2010-2011 |
| Cienciano               | Perú      | 2011      |
| Selección Sub-20        | Argentina | 2012-2013 |
| Independiente del Valle | Ecuador   | 2013      |
| Cobreloa                | Chile     | 2014      |
| Club Nacional           | Paraguay  | 2015-2016 |
| Club Irapuato           | México    | 2017      |

## Palmarés

### Como jugador

#### Campeonatos nacionales
| Título                         | Club         | Sede         | Año    |
| ------------------------------ | ------------ | ------------ | ------ |
| Campeonato de Primera División | Boca Juniors | Buenos Aires | M-1976 |
| Campeonato de Primera División | Boca Juniors | Buenos Aires | 1981   |
| Campeonato de Primera División | Estudiantes  | Córdoba      | 1982   |
| Campeonato de Primera División | Estudiantes  | Avellaneda   | N-1983 |
| Primera División               | Cobreloa     | Calama       | 1988   |
| Serie A                        | Barcelona    | Guayaquil    | 1991   |

#### Campeonatos internacionales
| Título                  | Selección | Sede      | Año  |
| ----------------------- | --------- | --------- | ---- |
| Copa Mundial de la FIFA | Argentina | México DF | 1986 |

### Como asistente técnico
| Título                       | Club                      | Sede         | Año       |
| Primera B Nacional           | Estudiantes de La Plata   | Argentina    | 1994/1995 |
| ---------------------------- | ------------------------- | ------------ | --------- |
| Primera división del Perú    | Universitario de Deportes | Perú         | 1999      |
| Primera división del Perú    | Universitario de Deportes | Perú         | 2000      |
| Copa Libertadores de América | Boca Juniors              | Porto Alegre | 2007      |